# Хусейн, Таха
Та́ха Хусе́йн (араб.  طه حسين‎;
1889—1973) — один из наиболее влиятельных египетских интеллектуалов XX века, писатель, литературовед и историк.
Один из главных апологетов идеологии фараонизма.

## Биография
Родился в 1889 году в деревушке Кило (ныне находится в губернаторстве эль-Минья). Был седьмым из тринадцати детей в семье. Будучи неполных четырёх лет от роду, лишился зрения. В своей родной деревне Таха Хусейн обучался арабскому языку, математике, изучал Коран.
В 1902 году Таха поехал в Каир и поступил в Аль-Азхар. В дальнейшем об учёбе в аль-Азхаре он напишет в своей автобиографической повести «Дни».
В 1908 году он поступил в только что открывшийся Каирский университет. Окончил его в 1914 году, получив степень доктора философии за работу, посвященную арабскому поэту и философу Абуль-Аля аль-Маари.
Продолжил своё обучение Таха Хусейн во Франции. Его докторская диссертация была посвящена социальной философии Ибн Хальдуна и носила название «Etude analitique et critique de la philosophie sociale d’Ibn Khaldoun» (1917).
В 1919, вернувшись после обучения во Франции (где он повстречал Сюзанну Брессо, ставшую его женой, матерью его детей и верным другом на всю жизнь), он стал профессором истории в Каирском университете.
Занимал должности ректора Александрийского университета (1943—1946), министра просвещения Египта (1950—1952). С 1965 года — президент академии арабского языка в Каире. В арабском мире за ним закрепилось прозвище «старейшина арабской литературы» (араб. عميد الأدب العربي‎)

## Награды
Лауреат международной литературной премии «Лотос» (1971).
В 1973 году в последние дни жизни Тахи Хусейна ему была присуждена премия ООН в области прав человека. На Нобелевскую премию по литературе его номинировали 14 раз.

## Произведения
- «Дни» (араб.  الأيام‎)
- «О доисламской поэзии» (араб.  في الشعر الجاهلي‎)
- «Беседы по средам» (араб. حديث الأربعاء‎)
- «Из нашей современной литературы» (араб.  من أدبنا المعاصر‎)
- «Беседы о поэзии и прозе» (араб. من حديث الشعر والنثر‎)
- «Мученики на земле» (араб.  المعذبون في الأرض‎)
- «Зов горлицы» (араб.  دعاء الكروان‎)

### Произведения, изданные в переводе на русский язык
- Дни / Вступительная статья и примечания И. Ю. Крачковского. — Л., 1934; 2-е изд. — М., 1958.
- Зов горлицы. — М., 1961.

## Память
- В октябре 2013 года в городе Старица Тверской области был открыт памятник Тахе Хусейну[8][9].
- В столице Республики Казахстан, городе Астана, одна из улиц носит имя Таха Хусейна.